# Keesja Gofers
Keesja Kaia Gofers (* 16. März 1990 in Sydney) ist eine ehemalige australische Wasserballspielerin. Sie war Olympiazweite 2024, Weltmeisterschaftszweite 2013 sowie Weltmeisterschaftsdritte 2019.

## Sportliche Karriere
Die 1,76 Meter große Keesja Gofers spielte für das Sportteam der Universität Sydney.
2007 siegte Keesja Gofers mit der Juniorennationalmannschaft bei der Juniorenweltmeisterschaft. Erst ab 2013 spielte sie auch regelmäßig in der australischen Nationalmannschaft. Bei der Weltmeisterschaft 2013 in Barcelona gewannen die Australierinnen ihre Vorrundengruppe. Nach Siegen über Usbekistan im Achtelfinale, Griechenland im Viertelfinale und Russland im Halbfinale unterlagen die Australierinnen im Finale den Spanierinnen mit 6:8. Keesja Gofers erzielte im Turnierverlauf drei Tore. Auch zwei Jahre später bei der Weltmeisterschaft 2015 in Kasan gewannen die Australierinnen ihre Vorrundengruppe. Im Viertelfinale gegen China konnten sich die Australierinnen erst im Shoot-Out durchsetzen. Nach der Halbfinalniederlage gegen die Mannschaft aus den Vereinigten Staaten verloren sie das Spiel um Bronze gegen die Italienerinnen erst im Shootout. Gofers warf vier Turniertore, davon eins im Halbfinale. Bei den Olympischen Spielen 2016 in Rio de Janeiro unterlagen die Australierinnen im Viertelfinale gegen die Ungarinnen im Shootout, wobei Gofers ihren Schuss verwandelte. Nach einem Sieg über die Brasilianerinnen unterlagen die Australierinnen den Spanierinnen im Spiel um den fünften Platz. Gofers traf in der Vorrunde fünfmal, danach nur im Shootout.
2017 bei der Weltmeisterschaft 2017 in Budapest gewannen die Australierinnen ihr Achtelfinalspiel, danach folgten drei Niederlagen, so dass am Ende der achte Platz stand. Zwei Jahre später bei der Weltmeisterschaft 2019 in Gwangju wurden die Australierinnen in der Vorrunde Zweite hinter den Italienerinnen. Nach einem Achtelfinalsieg über Kasachstan und einem Viertelfinalerfolg gegen die Russinnen unterlagen die Australierinnen im Halbfinale mit 2:7 gegen das US-Team. Im Spiel um Bronze siegten sie mit 10:9 gegen die Ungarinnen. Wegen der COVID-19-Pandemie fanden die Olympischen Spiele in Tokio erst 2021 statt. In ihrer Vorrundengruppe wurden die Australierinnen Zweite hinter den Spanierinnen, verloren aber im Viertelfinale gegen das Team des russischen olympischen Komitees. Im Shootout gegen die Kanadierinnen verwandelte Gofers den letzten Ball. Damit erreichten die Australierinnen das Spiel um den fünften Platz und gewannen mit 14:7 gegen die Niederländerinnen. Gofers warf zum vorläufigen Abschluss ihrer Karriere noch einmal drei Tore.
2024 kehrte Gofers in die australische Mannschaft zurück und belegte den sechsten Platz bei der Weltmeisterschaft in Doha. Ein halbes Jahr später erreichte die australische Mannschaft das Finale des olympischen Wasserballturniers in Paris und gewann Silber hinter den Spanierinnen.
Taniele Gofers, die ältere Schwester von Keesja, gewann 2008 eine olympische Bronzemedaille.